# October Tide
October Tide ist eine schwedische Death-Doom-Band aus Stockholm, die im Jahr 1995 gegründet wurde, sich 1999 auflöste und seit 2009 wieder aktiv ist.

## Geschichte
Die Band wurde im Jahr 1995 von den Katatonia-Mitgliedern Jonas Renkse und Fredrik Norrman gegründet, nachdem sich Katatonia kurzzeitig aufgelöst hatte. Im selben Jahr nahmen sie ein erstes Demo auf, worauf Renkse das Schlagzeug, die E-Gitarre und den Gesang übernahm und Norrman, den Bass und die E-Gitarre spielte. Obwohl das Projekt Katatonia schon kurze Zeit später fortgesetzt wurde, entschlossen sie sich, October Tide nicht zu beenden. Im Jahr 1997 unterzeichneten beide einen Vertrag bei Vic Records, worüber im selben Jahr das Debütalbum Rain Without End erschien. Mit Grey Dawn folgte zwei Jahre später ein weiteres Album, worauf mittlerweile Mårten Hansen (This Ending) als Sänger zu hören war. Die Band blieb jedoch größtenteils noch immer unbeachtet, da es weder Interviews noch Konzerte gab, woraufhin man sich vorerst entschied, das Bandprojekt nicht weiterzuverfolgen.
Erst im Jahr 2009 belebte Norrman die Band wieder, woraufhin die Besetzung aus dem Sänger Tobias Netzell, dem Bassisten Pierre Stam (beide In Mourning), dem Gitarristen Emil Alstermark und dem Schlagzeuger Robin Bergh (ex-Amaran) bestand. Im März desselben Jahres wurde über Candlelight Records Rain Without End wiederveröffentlicht. Das Album wurde zudem von Dan Swanö neu gemastert. Nach der Bandneugründung nahm die Band zudem das Album A Thin Shell auf, das Anfang Oktober 2010 ebenfalls bei Candlelight Records erschien. Das Album wurde in den Black Lounge Studios unter der Leitung des Produzenten Jonas Kjellgren (Scar Symmetry) aufgenommen, während das Cover von Travis Smith gestaltet wurde. Bei den Aufnahmen übernahm Kjellgren zudem zusätzlich das Bassspiel. Da Norrman mittlerweile bei Katatonia ausgeschieden war, konnte er sich stärker auf October Tide konzentrieren. Der Veröffentlichung folgten zudem erstmals Konzerte und Festivalauftritte, unter anderem in Finnland, Spanien, Irland und Slowenien. Anfang 2012 verließen Stam und Netzell die Band und wurden durch den Bassisten Mattias „Kryptan“ Norrman, Bruder von Frederik und ebenfalls Katatonia-Mitglied, und den Sänger Alexander Högbom ersetzt. In dieser neuen Besetzung folgte Mitte April 2013 das Album Tunnel of No Light. Das Album wurde im Herbst 2012 in den Black Lounge Studios aufgenommen. Am 22. April 2016 erschien das fünfte Album Winged Waltz.

## Stil
Laut laut.de spielt die Band auf Rain Without End eine Mischung aus Gothic-, Doom- und Death-Metal. Eduardo Rivadavia von Allmusic fand, dass sich die Musik vom Death Doom von Katatonia kaum unterscheidet. Janne Stark beschrieb in The Heaviest Encyclopedia of Swedish Hard Rock and Heavy Metal Ever! die Musik der Band als sinfonischen Hard Rock mit Gesang der an Death Metal erinnere. Zudem spiele die Band Death Doom mit Gothic-Metal-Einflüssen, vergleichbar mit Bands wie Katatonia, Swallow the Sun und My Dying Bride. Martin Popoff bezeichnete die Musik auf Grey Dawn in seinem Buch The Collector’s Guide of Heavy Metal Volume 3: The Nineties als Doom Metal mit Death-Metal-Gesang und zog einen Vergleich zu Katatonia.
Robert Müller vom Metal Hammer verglich Rain Without End mit dem Katatonia-Album Dance of December Souls, da es eine „bekannte[n] Mischung aus verhalltem Groll-Gesang [sic], griffigen Moll-Gitarren und bombastischen Arrangements“ gebe. Zudem setze man auch gelegentlich eine Violine ein. Auch auf A Thin Shell hört man laut Christian Kruse deutliche Parallelen zu alten Katatonia-Veröffentlichungen heraus. Die Band spiele eine atmosphärische Mischung aus Death- und Doom-Metal mit leichten progressiven Tendenzen. Auch auf Tunnel of No Light spielt die Band laut Martin Wickler von Metal Hammer eine Mischung aus Doom- und Death-Metal, wobei die Musik nun jedoch etwas stärker zum Doom Metal tendiere. Neben Katatonia zog Wickler Ghost Brigade, My Dying Bride und Black Sun Aeon als Vergleichsbands heran.

## Diskografie
- 1995: Demo (Demo, Eigenveröffentlichung)
- 1997: Rain Without End (Album, Vic Records)
- 1999: Grey Dawn (Album, Vic Records)
- 2010: A Thin Shell (Album, Candlelight Records)
- 2013: Tunnel of No Light (Album, Pulverised Records)
- 2016: Winged Waltz (Album, Agonia Records)
- 2019: In Splendor Below (Album, Agonia Records)
- 2023: The Cancer Pledge (Album, Agonia Records)